# Нурпеисов, Абдижамил Каримович
Абдижами́л Каримович Нурпеи́сов (каз. Әбдіжәміл Кәрімұлы Нұрпейісов; 22 октября 1924 год, с. Ушкон поселка Куланды, Аральского района, Киргизская Автономная Социалистическая Советская Республика, РСФСР, СССР — 5 февраля 2022) — советский казахский писатель и переводчик, внесший большой вклад в казахскую литературу. Герой Труда Казахстана (2019). Народный писатель Казахской ССР (1985). Лауреат Государственной премии СССР (1974). Участник Великой Отечественной войны. Член ВКП(б) с 1943 года.

## Биография
Абдижамил Нурпеисов родился 22 октября 1924 года в Кызылординской области, в селе Ушкон поселка Куланды Аральского района.

### Род
Происходит из подрода жакайым рода шекти племени алимулы. Предки издревле жили в районе Арала. Дед в седьмом поколении Тайкожа батыр, от него Калдан, от него Аргынбай би, от него известный в своё время несметными богатствами Сыланбай, родившийся от него Нурпеис был волостным. От Нурпеиса родились сыновья: Карим, Нажим, Кали. Все трое и сын Карима Абдижамил участвовали в Великой Отечественной войне 1941-45 гг. Из них в живых остался только Абдижамил.
По словам самого писателя: «Мать Балкенже (1905—1938) была домохозяйкой, неграмотной, обременённой заботами большого, постоянно нуждавшегося дома». Зачахла, внезапно заболела и в глазах подростка Абдижамила умерла ещё совсем молодой.
Отец Карим (1903—1944) занимался охотой, рыболовством, исполнял обязанности председателя сельсовета.
«Помню, как он в голодный тридцать второй год прокормил свою большую семью лишь одной дичью».
В преддверии войны работал в рыбном колхозе. 21 апреля 1944 года погиб в боях под Тернополем.

### Жизненный путь
Участник Великой Отечественной войны. Мобилизован в 18 лет, в 1942 году воевал в калмыцких степях. После окончания краткосрочных курсов — политработник в миномётной роте под Луганском, позже делопроизводителем артснабжения 137-го пушечного артиллерийского полка участвовал в боях в Прибалтике на Курляндском плацдарме.
В декабре 1946 года демобилизованный с армии, уволенный в запас Абдижамил приступил к написанию романа «Курляндия», который он начинал ещё в рядах армии. Так вспоминал о данном романе: «Ехал домой, в полевой сумке двадцатидвухлетнего офицера было припрятано двенадцать страничек из школьной тетради, аккуратно исписанных убористым мелким почерком». «Целых два года самозабвенно бился над первым произведением о только что пережитой им войне, и лишь после его окончания смог поступить в институт».
Начал печататься с 1949 года. В 1950 году опубликовал автобиографический роман «Курляндия» (2-я редакция под названием «Долгожданный день», 1958) о фронтовой жизни. Поступил в Казахский государственный университет, но уже через год перевёлся в Литературный институт имени М. Горького в Москве. Окончил его в 1956 году.
За первую книгу получил республиканскую премию лауреата имени Жамбыла. Наряду с тем, что беспрерывно трудился в сфере прозы, выделился острой критикой и публицистическими статьями.
С 1958 года работал над историко-революционной трилогией «Кровь и пот», охватывающей события, происходившие в приаральском регионе Казахстана во время 1-й мировой войны и Гражданской войны. В 1961 году вышла 1-я книга «Сумерки» (рус. пер. Ю. П. Казакова, 1966), в 1964 — 2-я книга «Мытарства» (рус. пер. 1968), в 1970 — 3-я книга «Крушение» (рус. пер. 1972). Широта социальных обобщений, тонкость психологического анализа, яркость самобытных национальных характеров сделали эту трилогию о рыбаках Арала заметным явлением не только казахской, но и всей советской литературы. Удостоена Государственной премии СССР 1974 года.
Режиссёр А. М. Мамбетов поставил по книге спектакль «Кровь и пот» на сцене Каздрамтеатра им. Ауэзова в Алма-Ате (за роли Еламана и Акбалы Асанали Ашимов и Фарида Шарипова получили Государственную премию СССР 1974 года, как и автор книги), а также в 1978 году снял одноимённый художественный фильм по сценарию А. C. Михалкова-Кончаловского. Фильм получил Приз ВКФ-79 в Ашхабаде за игровой фильм на историко-революционную тему.
В 1963—1964 годах Нурпеисов был главным редактором общественно-литературного журнала «Жұлдыз», депутатом Верховного Совета Казахской ССР.
В 1970-х годах написал несколько книг очерков: «Раздумья», «Всё в нём пело», «Край голубых гор», «Караваны памяти», «Судьба моя, боль моя — Арал мой».
За активное участие в осуществлении подготовки и издания 200 томов Всемирной библиотеки издательства «Художественная литература», в том числе за обстоятельное предисловие к двухтомнику Мухтара Ауэзова «Путь Абая» (Москва, данное издательство, 1971) из этой серии, писатель был награждён Почётной Грамотой Верховного Совета РСФСР.
В 1982 году (из автобиографии 1985 года он написал этот год первого выпуска на казахском языке) впервые выпустил книгу «Долг» о земляках-рыбаках, о тяжёлой судьбе Аральского моря.

### После распада СССР
В рыночное время организовал международный казахский ПЕН клуб и был назначен его президентом. В 2000 году при ПЕН клубе выпускал журнал «Тан-Шолпан». Многие годы был председателем совета редакторов этого же литературно-общественного журнала.
В 2000 году Нурпеисов издал роман-дилогию «Последний долг» (об экологической проблеме Арала), роман был удостоен Шолоховской премии в 2003 году, переведён на немецкий и издан в Германии издательством «Dağyeli Verlag» в серии «Казахская библиотека».
Произведения Нурпеисова переведены на многие языки мира, такие, как французский, немецкий, испанский, китайский, арабский и на языки народов бывшего СССР.
Абдижамил Нурпеисов известен и как переводчик. Им переведены на казахский язык повести и рассказы А. П. Чехова, М. Горького, пьесы А. Касоны «Деревья умирают стоя», Н. Хикмета «Слепой падишах» и другие.
Умер 5 февраля 2022 года.
Похоронен на Кенсайском кладбище.

## Награды и премии
- Герой Труда Казахстана (26 октября 2019) — за особые заслуги в развитии национальной литературы[10][11][12]
- Почётный гражданин города Алматы (15 сентября 2019 года)[13]
- Государственная стипендия Первого Президента Республики Казахстан — Лидера Нации в области культуры(2016)[14][15]
- «Почетный гражданин Кызылординской области» (12 декабря 2007)
- Независимая премия меценатов Казахстана Тарлан (2004) в номинации «За вклад»
- Международная премия имени М. А. Шолохова в области литературы и искусства (2003) — за дилогию «Последний долг»
- Орден Отан (31 октября 1994 года)
- Орден Отечественной войны II степени (11 марта 1985)
- Народный писатель Казахской ССР (1985)
- Орден Дружбы народов (19 октября 1984)
- Государственная премия СССР (1974) — за трилогию «Кровь и пот»
- Орден Трудового Красного Знамени (22 июня 1971)
- Орден «Знак Почёта» (3 января 1959) — за выдающиеся заслуги в развитии казахского искусства и литературы и в связи с декадой казахского искусства и литературы в гор. Москве
- Литературная премия Казахстана имени Джамбула (1958) — за роман «Курляндия»
- Орден Красной Звезды (19 мая 1945)
- Медали

## Художественная литература
Трилогия «Кровь и пот» и другие произведения Абдижамиля Нурпеисова — одного из художников, внесших большой вклад в казахскую литературу прошедшего XX века были переведены примерно на тридцать иностранных языков. А. Нурпеисов — лауреат Государственной премии СССР. В Казахстане эту высокую награду имеют только три писателя: Мухтар Ауезов (единственный казахский писатель в тюркском мире, кто получил Сталинскую премию и его первую степень и даже Ленинскую премию вместе), Абдижамиль Нурпеисов, Жубан Молдагалиев.
Осенью 2008 года в Актобе напротив областной библиотеки им. С. Баишева в сквере Абая установлена скульптурная композиция, посвящённая героям трилогии Абдижамила Нурпеисова «Кровь и пот». Скульптурная композиция представляет собой остров «Белоран», на котором будто на корабле находятся семеро героев книги и собака. Фигуры созданы из бронзы, остров — постамент — из натурального плитняка цвета морской волны. Высота памятника составляет около 5 метров. Это первый в Казахстане памятник литературным героям. Памятник обошёлся в 324 тысячи долларов.

## Публицистика
А. К. Нурпеисов немало трудился в сфере художественного перевода, художественной публицистики, эссе, критики. Перевел на казахский язык произведения А. П. Чехова, М. Горького, Назым Хикмета.
- В 1972 году вышло в свет собрание литературной критики и эссе писателя «Толғау. Раздумье». Позже дополненное выходит под названием «Сердце было полным песен».
- В 1996 году новые статьи, очерки, эссе вошли в сборник «Возвышая паши святыни» («Қасиетіңді қадірле»).
- В 1979 году выходят очерки с библиотеки журнала «Огонек», «Край голубых озер» («Көгілдір көлдер өлкесі»), в 1985 году с издательства «Жазушы» «Легенда об Акбидай».

Это плоды повседневной жизни Нурпеисова, который всегда был чуток к дыханию народа. Очерк «Думы Аутена» выиграл первое место «Литературной газеты».
- В 1971 году в серии «Библиотека мировой литературы» издательства Москвы «Художественная литература» роман-эпопея М. Ауэзова «Путь Абая» вышла в двух томах. А. Нурпеисов, написавший к нему предисловие начал следующим образом: «Писать о Мухтаре Ауэзове дело нелегкое». Высокая личность, крупный художник М. Ауезов был представлен советскому читателю, иностранной аудитории в полном объеме.

## Издания
- 1950 — Роман «Курляндия», 2-я редакция под названием «Долгожданный день» (1958).
- 1961—1970 — Историко-революционная трилогия «Кровь и пот», в 1977 году переиздана в серии «Библиотека произведений, удостоенных Государственной премии СССР», Москва, «Советский писатель»).
- 1972 — Сборник статей «Раздумья» (лит. портреты Льва Толстого, Фёдора Достоевского, Мухтара Ауэзова, Сабита Муканова, Чыңгыза Айтматова).
- 1973 — Сборник статей «Все в нём пело» (об акыне-импровизаторе Жамбыле, премия «Литературной газеты» за 1976 год).
- 1979 — Книга очерков «Край голубых гор».
- 1987 — «Долг» (книга о земляках-рыбаках, о тяжёлой судьбе Аральского моря), Алма-Ата, «Жазушы».
- 1988 — Собрание сочинений в 3 томах, Москва, «Молодая гвардия».
- 2000 — Роман-дилогия «Последний долг» («И был день», «И была ночь»), Алма-Ата, «Атамура» (переиздан Москва, РИК «Культура», 2002).